# Hanna Seiffert
Hanna Seiffert (* 1930 in Volkersdorf, Provinz Niederschlesien, Freistaat Preußen, Deutsches Reich; † 18. Mai 2020 in Düsseldorf) war eine deutsche Schauspielerin und Hörspielsprecherin.

## Karriere
Ab dem Ende der 1960er Jahre war Seiffert in Fernsehfilmen und insbesondere -serien zu sehen. Wiederkehrende Rollen hatte sie in Fußballtrainer Wulff (1972–1973), PS – Feuerreiter (1979) und Kümo Henriette (1979–1982). Zwischen 1956 und 2011 war sie laut ARD-Hörspieldatenbank auch in einer Reihe von Hörspielen als Sprecherin tätig.
Nach Theaterengagements am Staatstheater Nürnberg und in Hamburg holte sie Günther Beelitz zum Düsseldorfer Schauspielhaus, wo sie ab den 1980er Jahren eine Identifikationsfigur des Ensembles wurde. Ihre größten Erfolge feierte Seiffert in den 1990er Jahren in der Intendanz von Volker Canaris, während derer sie mit Regisseuren wie David Mouchtar-Samorai und insbesondere Dimiter Gotscheff zusammenarbeitete. Häufig an ihrer Seite spielte ihr Ehemann Dieter Prochnow, mit dem sie seit den 1960er Jahren zusammenlebte. Von der Kritik gelobte Darbietungen lieferte sie unter anderen in der Dreigroschenoper und im Woyzeck. Neben Theaterstücken trat Seiffert in Düsseldorf auch bei Liederabenden auf, bei denen sie Werke zum Beispiel von Georg Kreisler, Joachim Ringelnatz und Robert Gernhardt vortrug.
Hanna Seiffert starb im Mai 2020 nach langer Krankheit im Alter von 89 Jahren.

## Filmografie (Auswahl)
- 1969: Der Kommissar (Fernsehserie, Folge: Geld von toten Kassierern)
- 1969: Rebellion der Verlorenen
- 1970: Die vierzig Irrtümer des Herodes (Fernsehfilm)
- 1972–73: Fußballtrainer Wulff (Fernsehserie, 15 Folgen)
- 1974: Der Springteufel (Fernsehfilm)
- 1975: Dein gutes Recht (Fernsehserie, Folge: Tünnes Beethoven)
- 1976: Freiwillige Feuerwehr (Fernsehserie, Folge: Hausball)
- 1977: Die Dämonen (Fernsehfilm)
- 1979: PS – Feuerreiter (Fernsehserie, 4 Folgen)
- 1979–82: Kümo Henriette (Fernsehserie, 14 Folgen)
- 1981: Tatort (Fernsehreihe, Folge: Duisburg-Ruhrort)
- 1989: Das Nest (Fernsehserie, Folge: Es geht ums Prinzip)
- 2000: Höllische Nachbarn – Nur Frauen sind schlimmer (Fernsehfilm)
- 2000: Höllische Nachbarn – Chaos im Hotel (Fernsehfilm)

## Hörspiele
- 1956: Pierre Boulle: Phantastische Geschichten: Eine Nacht ohne Ende (Kellnerin) – Bearbeitung Günter Eich; Regie: Klaus Stieringer (Hörspielbearbeitung – NDR)
- 1977: Wolfgang Weyrauch: Orientierungspunkte (Marion) – Regie: Hans Rosenhauer (Hörspielbearbeitung – NDR)
- 1979: Ginka Steinwachs: Schafskopfhörer. Ein an Fäden herbeigezogener Gehörgang durch den Pariser botanischen- und Tiergarten an einem Vorfrühlingstag der Jahre 1797 und 1979 (Schubkarrenfrau/Vorzimmerdame) – Regie: Heinz Hostnig (Original-Hörspiel – NDR)
- 1979: Wolf Christian Schröder: Aus der Hörspielwerkstatt: Traum – Mörder. Edgar Poe meets Peter Kürten (Auguste, Peter Kürtens Frau) – Regie: Ulrich Heising (Hörspielbearbeitung, Kriminalhörspiel – NDR)
- 1989: Jürgen Bevers, Klaus Kreimeier: Das Gespenst der Freiheit oder Max der Bruchpilot (3. Teil: Die Freiheit einer Frau) Politische Revue in 6 Teilen – Regie: Ulrich Heising (Hörspiel – SWF/RB)
- 2007: Karl May: Der Orientzyklus (5. Teil) (Mutter des Melek) – Bearbeitung und Regie: Walter Adler (Hörspielbearbeitung – WDR)
- 2007: Peter Stephan Jungk: Die Unruhe der Stella Federspiel (Fleur Federspiel) – Regie: Angeli Backhausen (Originalhörspiel – WDR)
- 2008: Martin Becker, Jaroslav Rudiš: Lost in Praha (Rentnerin) – Regie: Thomas Wolfertz (Originalhörspiel – WDR)
- 2008: Martin Becker: Bevor alles weg ist. Spurensicherung im Haus der Kindheit (Frau Vogel) – Regie: Thomas Wolfertz (Originalhörspiel – WDR)
- 2009: Romain Gary: Monsieur Cousin und die Einsamkeit der Riesenschlangen (Niatte/Concierge) – Bearbeitung und Regie: Andreas von Westphalen (Hörspielbearbeitung – WDR)
- 2010: Moritz Wulf Lange: Totholz (Meta) – Regie: Thomas Werner (Originalhörspiel, Kriminalhörspiel – WDR)
- 2011: Eduard von Keyserling: Dumala (1. Teil) – Regie: Claudia Johanna Leist (Hörspielbearbeitung – WDR)